# Synagoge (Buttenwiesen)

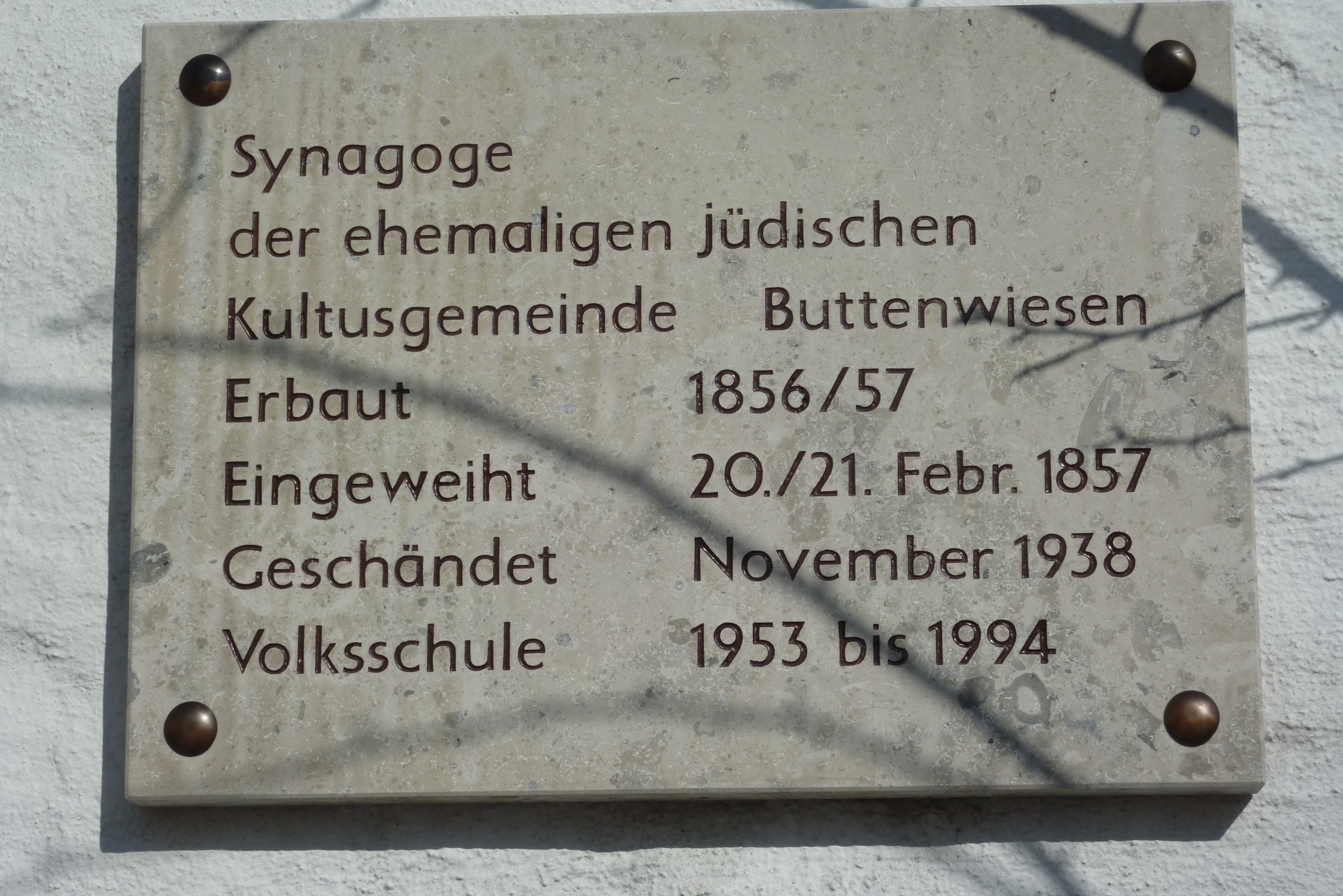
Informationstafel an der Synagoge in Buttenwiesen

Die Synagoge am Schulplatz 6 in Buttenwiesen, einer Gemeinde im schwäbischen Landkreis Dillingen an der Donau in Bayern, wurde 1856/57 erbaut.

## Geschichte

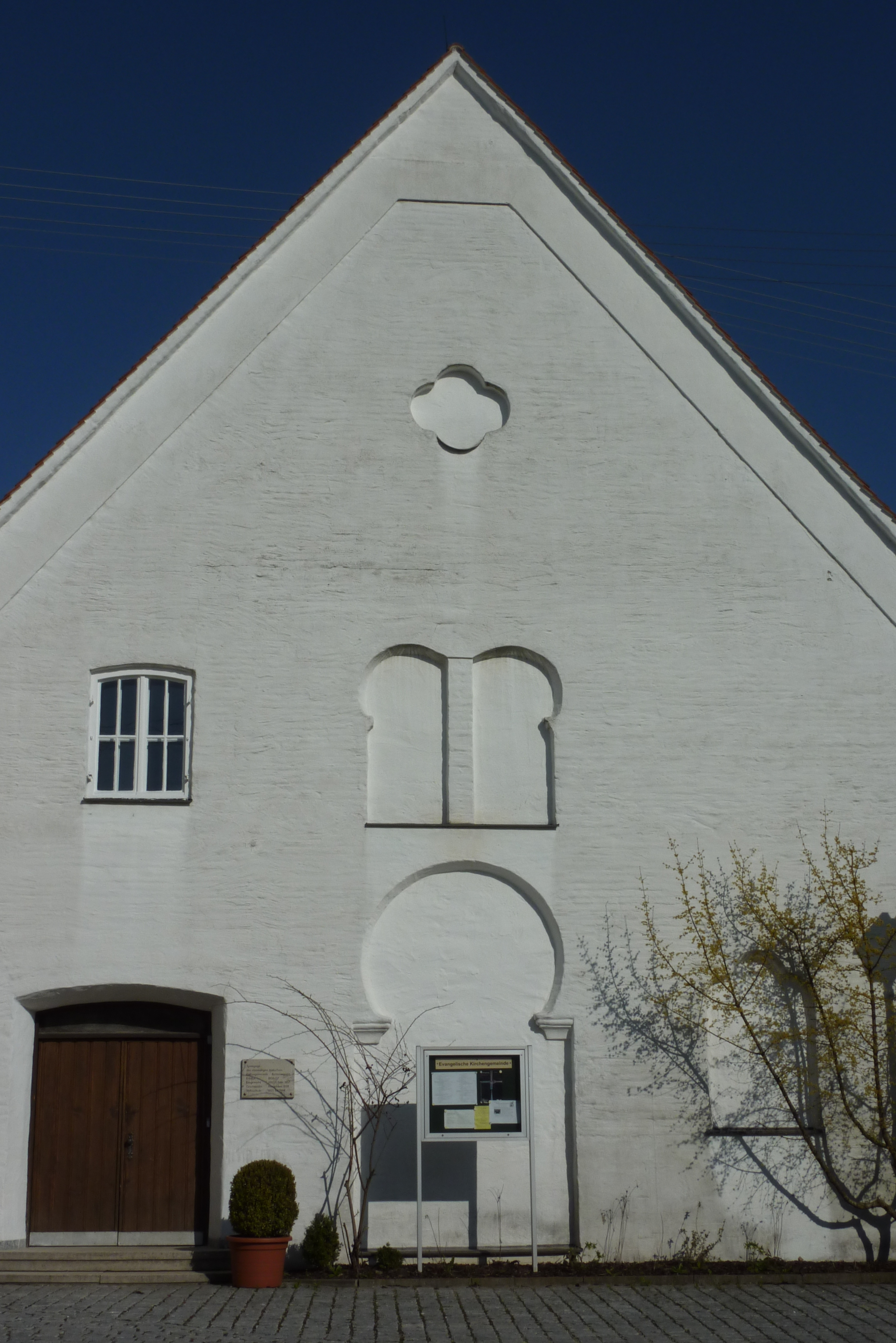
Synagoge in Buttenwiesen, Westfassade

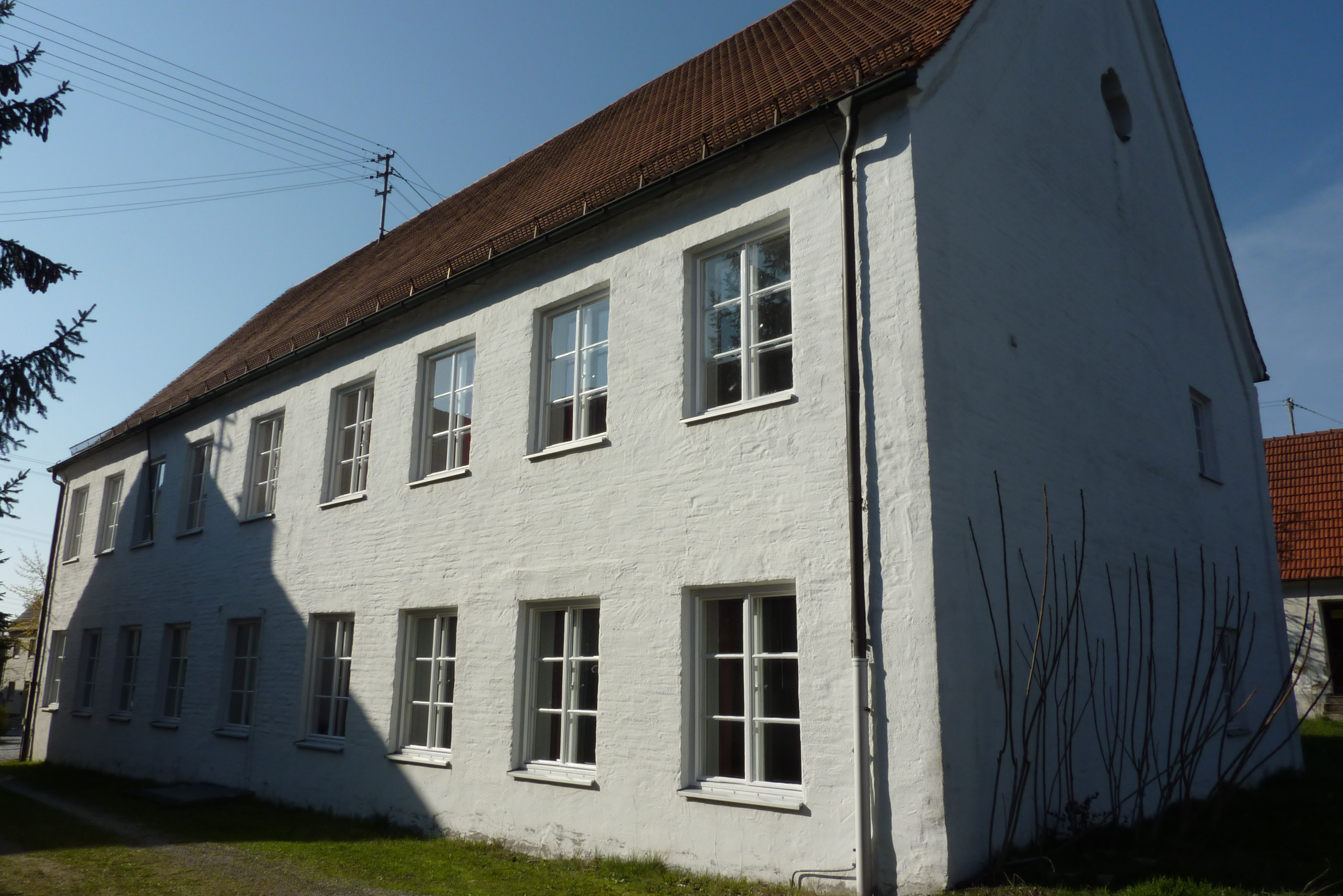
Synagoge in Buttenwiesen, Süd- und Ostseite

Die erste Synagoge der jüdischen Gemeinde Buttenwiesen wurde um 1630 errichtet. Sie wurde bei einem Brand im Jahr 1852 so schwer beschädigt, dass die jüdische Gemeinde 1856/57 einen Neubau errichten ließ. Dieser entstand nach den Plänen des Baumeisters Josef Kratzer aus Unterthürheim. Die feierliche Einweihung fand am 20./21. Februar 1857 statt.

## Pogrom vom 10. November 1938
Beim Novemberpogrom 1938 wurde die Inneneinrichtung der Synagoge und die Ritualien vollständig zerstört.

## Architektur
Über einem rechteckigen Grundriss erhebt sich ein zweigeschossiger Bau mit Satteldach. Im Osten befand sich eine polygonale Apsis mit einem runden Misrachfenster, das im Innern die Heilige Lade aufnahm. Der neoromanische Bau war auf seiner westlichen Giebelfassade in drei Achsen gegliedert. Das hohe mittige Portal war von zwei Säulen gerahmt und darüber befand sich ein Hufeisenbogen mit einem runden Oberlicht. Zwei Fenster mit kleeblattförmigem Abschluss waren rechts und links des Portals vorhanden. Ein Gurtgesims trennte das Erdgeschoss vom Obergeschoss und auf der Mittelachse stand ein gekuppeltes Fenster mit Hufeisenbögen. Darüber war folgender Spruch zu lesen: Wie heilig ist diese Stätte! Hier ist nichts anders denn Gottes Haus, und hier ist die Pforte des Himmels! (Genesis 28,17). Im Giebel war ein Vierpassfenster und eine Uhr, darüber thronten auf dem First die Gesetzestafeln und darauf stand die Eherne Schlange. Die Traufseiten besaßen Fenster, die im Erdgeschoss mit einem Kleeblatt und im Obergeschoss mit einem Hufeisenbogen abgeschlossen waren. Die bereits 1837 fertiggestellte Synagoge in Binswangen weist die gleiche Fenstergestaltung auf und könnte als Vorbild gedient haben.
Dass beim Umbau nach 1945 all diese baulichen Besonderheiten entfernt wurden, lässt sich auf den aktuellen Fotos entnehmen.

## Heutige Nutzung
Das Gebäude wurde nach 1945 von der Gemeinde Buttenwiesen umgebaut und von 1953 bis 1994 als Schule genutzt. Seit 2009 befindet sich in der ehemaligen Synagoge der Freie Kindergarten Buttenwiesen. 
1995 wurde vor der ehemaligen Synagoge ein Gedenkstein zur Erinnerung an die jüdische Gemeinde in Buttenwiesen aufgestellt. 